# استان آریکا
استان آریکا یکی از دو استان منطقه آریکا شیلی است. مرکز استان شهر آریکا است.

## خصوصیات
استان آریکا ۸٬۷۲۶٫۴ کیلومتر مربع مساحت و ۱۸۶٬۴۸۸ نفر جمعیت دارد